# Linaria ventricosa
Linaria ventricosa är en grobladsväxtart som beskrevs av Cosson och Bal.. Linaria ventricosa ingår i släktet sporrar, och familjen grobladsväxter. Inga underarter finns listade i Catalogue of Life.